# Bouillon (caldo)

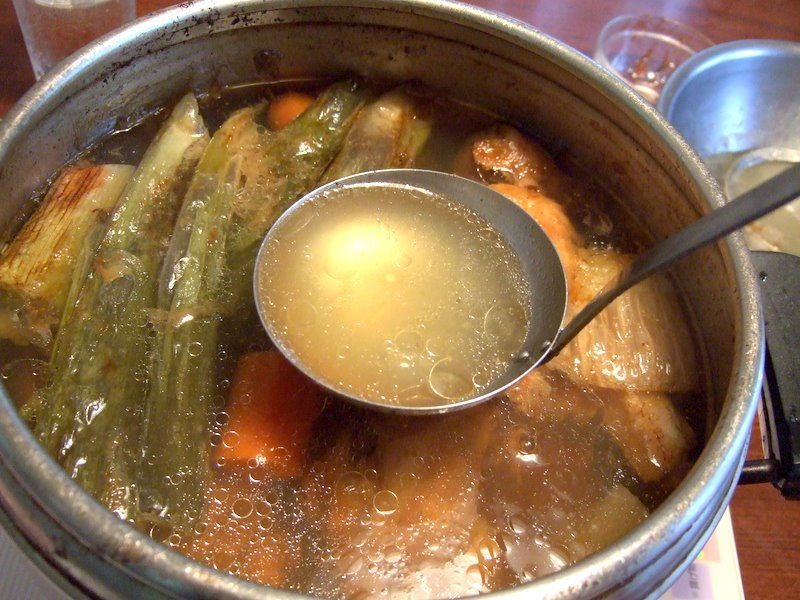
Bouillon de ave.

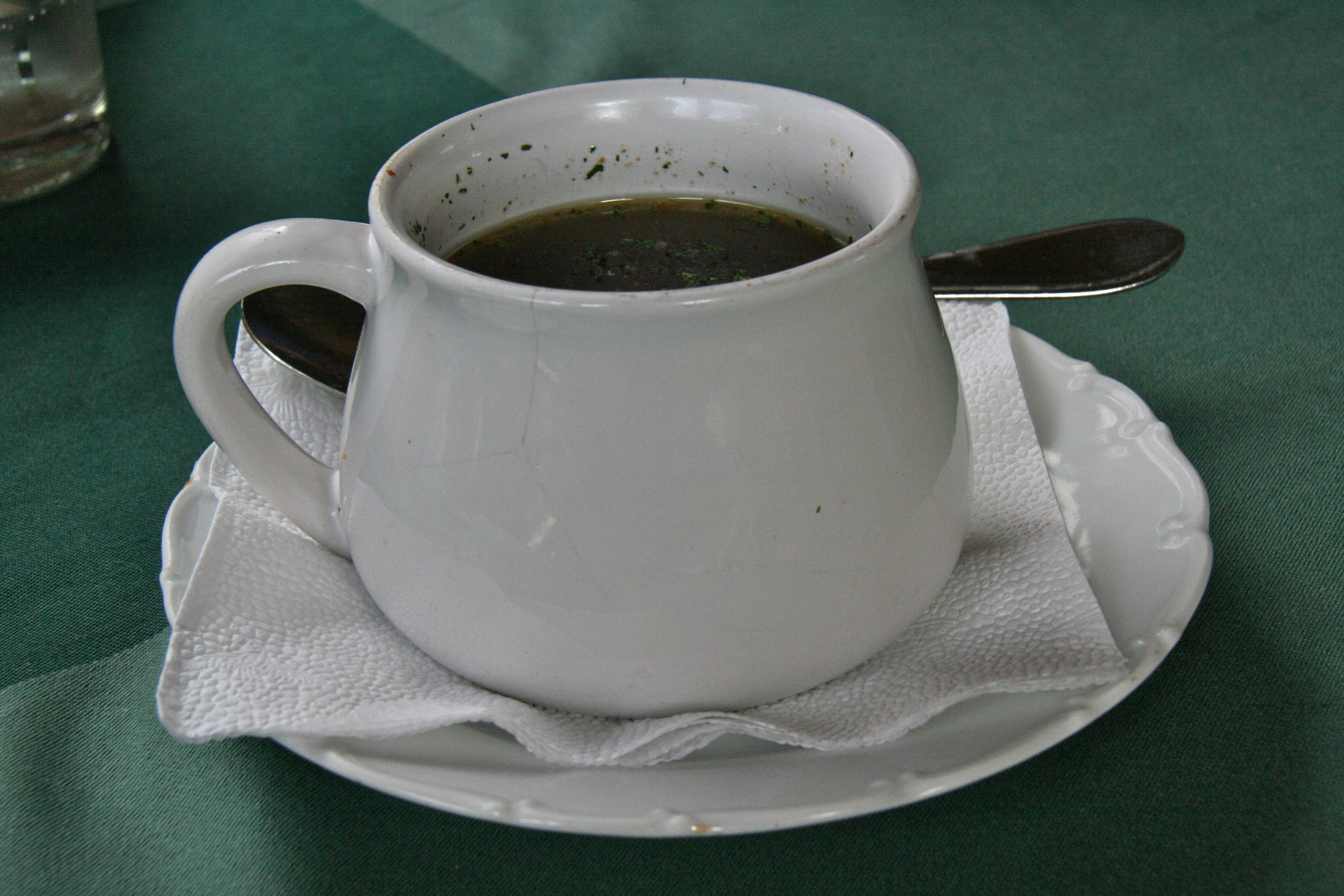
Bouillon de ternera.

Bouillon es el nombre que se da al caldo en la cocina francesa. El nombre de esta preparación proviene del verbo francés: bouillir que significa hervir.  El bouillon puede ser tanto un caldo de verduras, como un caldo de carne o un caldo de ave.

## Características
Prácticamente todos los bouillons (que sean de pescado, de carne bovina o de ave) incorporan una "guarnición aromática" de verduras cortadas en mirepoix con un bouquet garni. La mirepoix se rehoga a fuego suave en un cuerpo graso antes de verter el agua. Los bouillons tienen mucha relevancia en la cocina francesa tanto tradicional como contemporánea, ya que sirven sobre todo para elaborar salsas, cremas, sopas y guisos. A menudo se reducen (manteniendo el hervor más tiempo para que se evapore parte del agua) para concentrarlos: el resultado se llama fond (fondo) y sirve sobre todo para las salsas.
El caldo de pescado se llama court-bouillon (caldo corto), debido a que se hierve poco tiempo, y sirve para escaldar el pescado. Aparte de la mirepoix y del bouquet garni, lleva vino blanco seco o a veces vinagre. Si el pescado escaldado es lo bastante sabroso, se puede reducir el court-bouillon para obtener un fumet. El fumet es un fondo de pescado, pero por norma general se hace con espinas y cabezas de pescado, que le dan más cuerpo y sabor.
El consommé francés es igual al consomé español. Se clarifica siempre, y el proceso se puede hacer de dos maneras: bien usando una "torta de clarificacion" hecha de carne picada con verduras y huevo, que se pone a hervir en el consommé a fuego muy lento, o usando clara de huevo. Para enriquecer su sabor y darle una textura más cremosa, se le puede echar al final de la cocción yemas de huevo y nata fresca, y aromatizarlo con vino de Oporto o vino de Jerez.
El caldo que resulta de la cocción del pot-au-feu es un bouillon y se suele consumir como primer plato de la cena, mientras que los ingredientes sólidos del pot-au-feu se consumen en el almuerzo.

## Origen
Hasta el siglo XVII, los bouillons en la cocina francesa se utilizaban solamente como sopas. Fue François Pierre de La Varenne, en su libro Le cuisinier françois, quien en 1651 codificó los bouillons y los redujo por primera vez creando los fonds (fondos) para elaborar salsas y cremas a base de roux.